# Hugh Esmor Huxley
Hugh Esmor Huxley (* 25. Februar 1924 in Birkenhead, England; † 25. Juli 2013 in Woods Hole, Massachusetts) war ein britischer Biologe. Zuletzt war er Professor für Biologie an der Brandeis University in Waltham im US-Bundesstaat Massachusetts. Er wurde vor allem bekannt für seine Studien der Struktur der Muskeln, genauer der Studien der Myosin- und Actin-Moleküle in Muskeln.

## Forschungsthemen
Hugh Huxley studierte zunächst Physik am Christ’s College der University of Cambridge. Zwischen 1943 und 1947 musste er seine Ausbildung unterbrechen, da er zum Militärdienst in der Royal Air Force eingezogen wurde. In dieser Zeit befasste er sich mit der Erprobung des H2S-Radarsystems. Die von ihm entwickelten Verbesserungen führten dazu, dass er 1948 zum Mitglied des Order of the British Empire (MBE) ernannt wurde. Seinen Bachelor-Abschluss holte er im gleichen Jahr in Cambridge nach.
Ebenfalls 1948 entschloss er sich, für eine Doktorarbeit den Aufbau der Muskelfasern mit Hilfe von Röntgenstrahlung zu untersuchen. Hierzu trat er in Cambridge in die Medical Research Council Unit for Research on the Molecular Structure of Biological Systems, die Arbeitsgruppe von Max Perutz ein, wo er von John Kendrew betreut wurde. Mit Hilfe der Röntgenaufnahmen entdeckte er unter anderem erste Anhaltspunkte für molekulare Veränderungen in kontrahierenden Muskeln, die später als Veränderungen in der ATP-Konzentration erkannt wurden, ferner erste Anhaltspunkte für das Zusammenwirken von Actin und Myosin. Er erwarb seinen Doktorgrad 1952 am Christ’s College.
Ende 1952 wechselte Huxley ans Massachusetts Institute of Technology (MIT). Gemeinsam mit Jean Hanson (1919–1973) legte er dort mit Hilfe von lichtmikroskopischen und elektronenmikroskopischen Aufnahmen den Grundstein für die Gleitfilamenttheorie der Muskelkontraktion. 1958 beschrieb er erstmals das Zusammenwirken von ATP und Myosin als Grundlage der Muskelbewegungen.
1962 verließ Huxley das MIT und kehrte aus den USA zurück nach Cambridge, ins neu eröffnete Laboratory of Molecular Biology, dessen Direktor er später wurde. Hier – wie ab 1988 als Professor an der Brandeis University – widmete er sich weiterhin der Erforschung der Muskelbewegungen.

## Auszeichnungen und Mitgliedschaften
Esmor Huxley wurde im Jahr 1964 zum Mitglied der Leopoldina gewählt, 1965 in die American Academy of Arts and Sciences, 1978 in die National Academy of Sciences. Von der Royal Society wurde Huxley 1977 die Royal Medal und 1997 die Copley Medal verliehen. 1963 wurde er von der Feldberg Foundation ausgezeichnet, 1971 erhielt er den Louisa-Gross-Horwitz-Preis, 1974 den internationalen Antonio-Feltrinelli-Preis, 1975 einen Gairdner Foundation International Award, 1983 die E. B. Wilson Medal, 1987 den Albert Einstein World Award of Science und 1990 die Benjamin Franklin Medal.